# Bărcănești (Ialomița)
Bărcănești è un comune della Romania di 3 765 abitanti, ubicato nel distretto di Ialomița, nella regione storica della Muntenia.
Il comune è formato dall'unione di 2 villaggi: Bărcănești e Condeești.